# Luiz Antônio Nabhan Garcia
Luiz Antônio Nabhan Garcia   (Presidente Prudente, 22 de maig de 1958) és un polític brasiler que va exercir com a secretari d'Afers Territorials al govern de Jair Bolsonaro (2019 al 2022). És libanès-brasiler, per part de la seva mare, descendent d'un dels primers immigrants libanesos, net d'Amin Jahjah Nabhan i Chames Nabhan. Nabhan Garcia és ramader i pagès, amb granges a São Paulo i Mato Grosso do Sul es va fer conegut pels seus enfrontaments amb els sense terra a Pontal do Paranapanema, a l'oest paulista, entre 1990 i 2010.
El secretari es va donar a conèixer per predicar el radicalisme que va provocar diversos conflictes a Pontal do Paranapanema a mitjans dels anys noranta, durant el govern de Fernando Henrique Cardoso. Més tard, ja al capdavant del moviment de refundació de la Unió Democràtica Ruralista, l'any 2003 el seu nom va estar implicat en la detenció d'un pagès acusat de tinença il·legal i tràfic d'armes, afiliat a l'entitat. Acusat in fraganti amb nou armes de gran calibre per a ús exclusiu de les Forces Armades, el ramader Manoel Domingues Paes Neto va denunciar a la Policia Federal (PF) que Luiz Antônio Nabhan Garcia, cobert amb un passamuntanyes que li cobria la cara, ulleres de sol i una gorra, era una de les persones que es van deixar fotografiar portant armes de gran calibre pel diari O Estado de São Paulo, “per espantar el Moviment de Treballadors Sense Terra i frenar les invasions de terres a Pontal do Paranapanema”.
El ministre de Reforma Agrària de FHC, en el càrrec de la qual va exercir a Pontal do Paranapanema, Raul Jungmann –que sempre havia estat crític amb el Moviment dels Treballadors Sense Terra– assegura que la postura de Nabhan com a president de la UDR i les posicions que ha adoptat al govern de Jair Messias Bolsonaro no ajuden en la solució de les demandes del camp.